# Jean Kickx
Jean Kickx (17 de Janeiro de 1803 — 1864) foi um botânico belga.
Elaborou a redação da Flore cryptogamique des Flandres que foi completada por seu filho Jean Jacques Kickx (1842-1887).
O nome do gênero Kickxia da família das Scrophulariaceae (atualmente nas Plantaginaceae, segundo a classificação APG), criada por Barthélemy Charles Joseph Dumortier (1797-1878), foi dado em sua homenagem e a do seu pai, Jean Kickx (1775-1831), também botânico.